# Judendorf-Straßengel
Judendorf-Straßengel ist eine Katastralgemeinde und ehemalige Marktgemeinde mit 5843 Einwohnern (Stand: 31. Oktober 2013)
in der Steiermark nordwestlich von Graz im Bezirk Graz-Umgebung. Im Rahmen der steiermärkischen Gemeindestrukturreform ist sie seit 2015 mit den Gemeinden Gratwein, Eisbach und Gschnaidt zusammengeschlossen,
die neue Gemeinde führt den Namen Marktgemeinde Gratwein-Straßengel. Grundlage dafür ist das Steiermärkische Gemeindestrukturreformgesetz – StGsrG.

## Geografie

### Geografische Lage

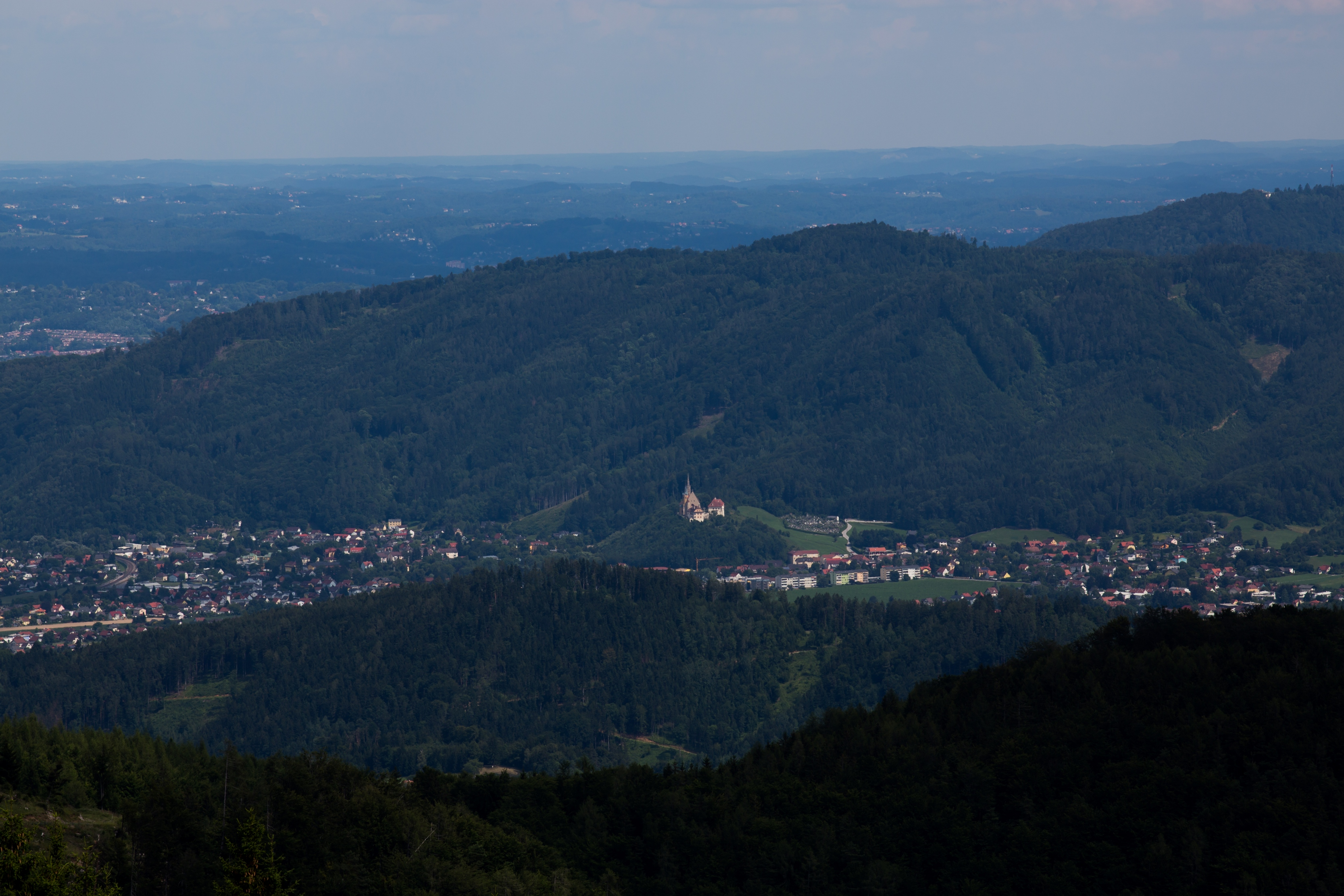
Ortsansicht

Judendorf-Straßengel liegt im Bezirk Graz Umgebung, circa fünf Kilometer nordwestlich der Landeshauptstadt Graz. Die Marktgemeinde wurde im Osten durch die Mur, im Süden durch Generalkogel und Straßengelberg und im Westen durch den Kugelberg begrenzt. Im Norden war sie mit der Nachbargemeinde Gratwein zusammengewachsen.

### Gemeindegliederung
Das Gemeindegebiet umfasste folgende fünf, jeweils als Dorf qualifizierte Ortschaften (in Klammern Einwohnerzahl Stand 1. Jänner 2024):
- Hundsdorf (515)
- Judendorf (1656)
- Kugelberg (311)
- Rötz (748)
- Straßengel (2807)

Die Marktgemeinde bestand aus der einzigen Katastralgemeinde Judendorf-Straßengel.

### Nachbargemeinden bis Ende 2014
| Gratwein | Gratkorn                                    | Gratkorn |
| Eisbach  | Kompassrose, die auf Nachbargemeinden zeigt | Graz     |
| Eisbach  | Sankt Oswald bei Plankenwarth               | Thal     |

## Geschichte

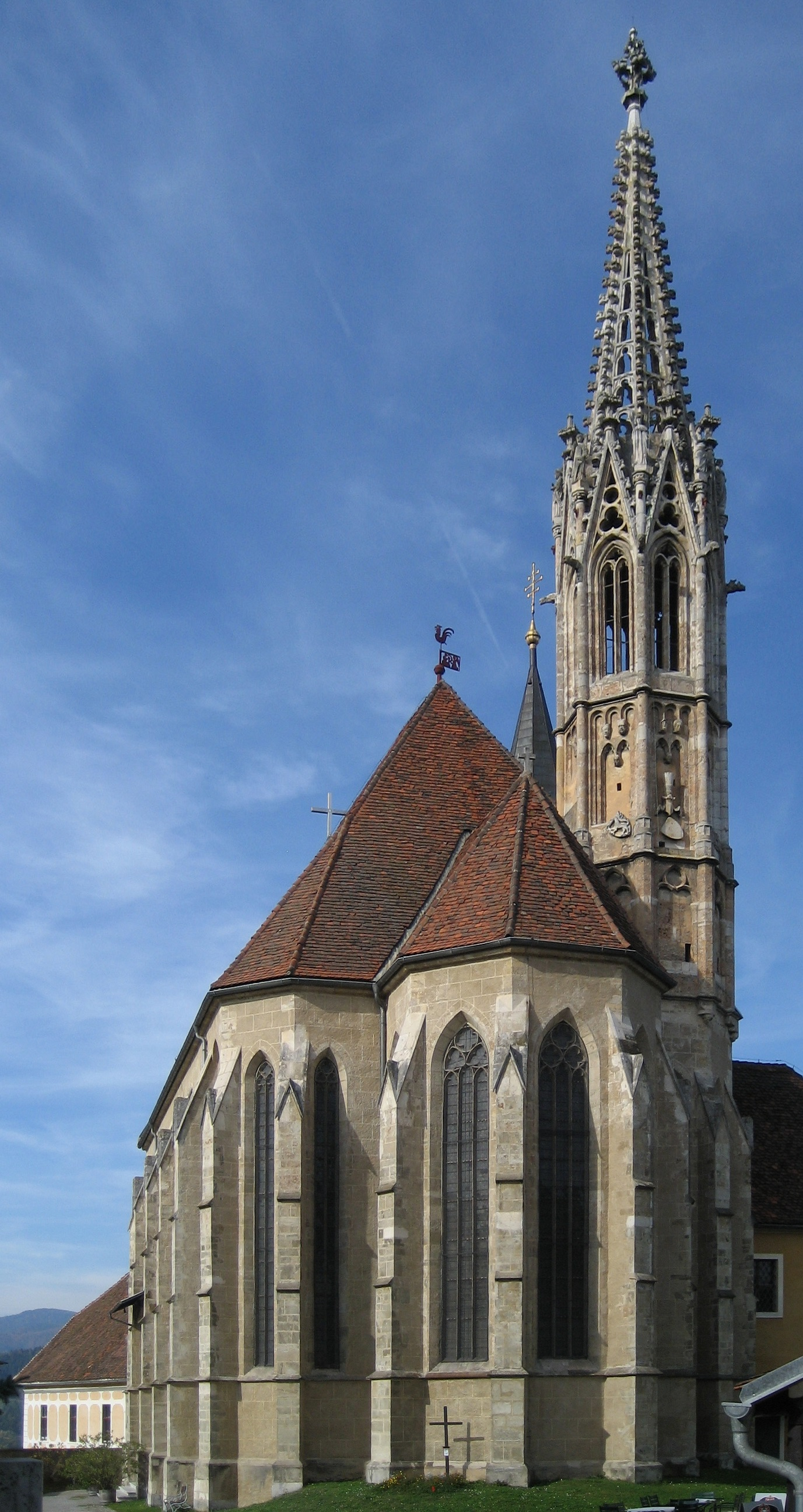
Wallfahrtskirche Maria Straßengel

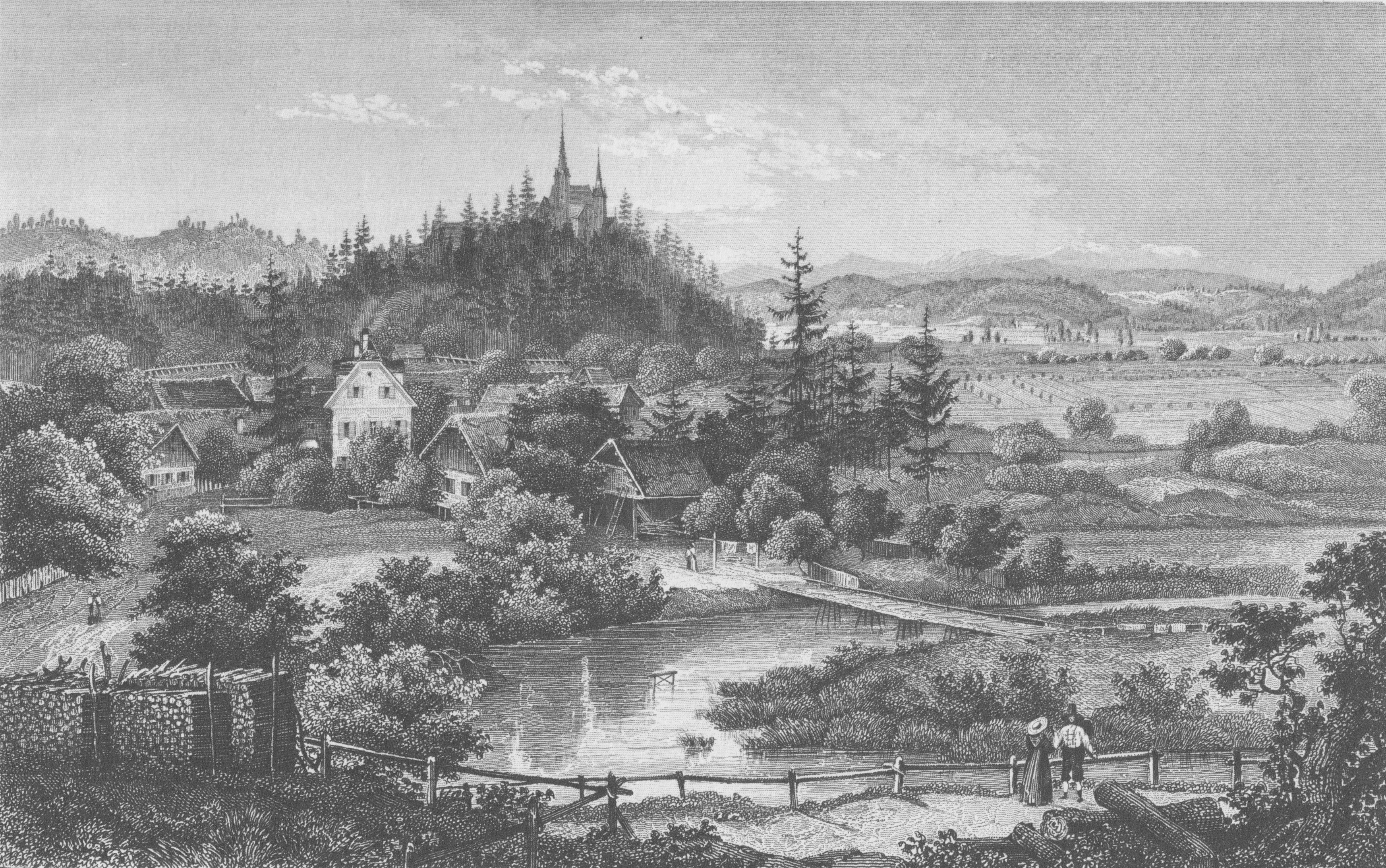
Stahlstich von Conrad Kreuzer

Um 860 wird in einer der ältesten Urkunden Österreichs der Kirchberg als „ad Strazinolun“ genannt. Vermutlich leitet sich der Name vom slawischen „straza“ ab, was sich auf einen hier günstig gelegenen Wachturm beziehen könnte.
Am 11. Juni 1147 widmete Markgraf Otakar III. dem Kloster Rein unter anderem die Dörfer Rötz, Straßengel und Judendorf. Diese Gebiete wurden von Reiner Mönchen bewirtschaftet.
Siedlungen mit der Bezeichnung Judendorf liegen meist an alten Handelsrouten, die die Alpen überqueren. In ihrer Nähe kam es in späterer Zeit meist zu Stadt- und Marktgründungen. Man nimmt an, dass es sich bei diesen Judendörfern um Niederlassungen jüdischer Kaufleute handelt, die im frühen Mittelalter intensiv am Warenhandel beteiligt waren.
Nach Aufhebung der Grundherrschaften zählten Judendorf, Straßengel, Rötz, Hundsdorf und Kugelberg zur 1849 konstituierten Marktgemeinde Gratwein.
Mit der Eröffnung des Streckenabschnittes Mürzzuschlag – Graz der k.k. privilegierten Südbahn am 21. Oktober 1844 fand auch das Gratweiner/Gratkorner Becken Anschluss an die „industrielle Revolution“. In der Folge siedelten sich in Judendorf wirtschaftliche Betriebe an, darunter eine Zementfabrik.
Ihren wirtschaftlichen Aufschwung hatten die Judendorfer und Straßengler jedoch dem Umstand zu verdanken, dass sich bereits um 1850 die Grazer Oberschicht dieser Gegend bemächtigt hatte. Besonders die auf Grund ihrer wirtschaftlichen Aktivitäten zu sagenhaftem Reichtum gelangte Dynastie Materleitner in Judendorf verfolgte daraufhin separatistische Bestrebungen, die durch Ansiedlung eines Hotels (1889), einer Kaltwasserheilanstalt (1894), bzw. des „Steirischen Park-Sanatoriums Dr. Feiler“ (1901) gestärkt wurden. Judendorf-Straßengel, zum damaligen Zeitpunkt einer der bekanntesten Kurorte der Monarchie, erlangte schließlich die Trennung von Gratwein und konstituierte sich 1909 als selbständige Ortsgemeinde.
Der Aufschwung fand mit dem Zusammenbruch der Monarchie und mit dem damit verbundenen Verlust des wirtschaftlichen Hinterlandes ein jähes Ende. Fast wäre die Gemeinde wieder in die Bedeutungslosigkeit versunken, wenn nicht die Krankenkasse der Österr. Bundesbahnen das ehemalige Parksanatorium Feiler erworben hätte.
Nach dem Zweiten Weltkrieg entwickelte sich Judendorf-Straßengel immer mehr zu einer Wohngemeinde und im Jahre 1981 pendelten 86 % der Beschäftigten aus der Gemeinde aus, was nicht geringe Probleme für die Gemeinde als kommunalen „Versorgungsbetrieb“ mit sich bringt. Vor allem das Fehlen von Fuß- und Radwegen im Ort bzw. eine Anbindung an den Murradweg nach Graz wird von vielen Teilen der Bevölkerung bemängelt. Nachdem die Versicherungsanstalt der Österr. Eisenbahnen im Jahre 1989 einen Teil ihrer Sonderkrankenanstalt stilllegte, kam 1999 das endgültige Aus. Durch intensive Bemühungen gelang es auch hier die Tradition Judendorf-Straßengels als Kurort bzw. als Ort der Ruhe und Erholung fortzusetzen. So entstand im zuerst geschlossenen Teil der Sonderkrankenanstalt die „Parkresidenz“, ein Seniorenwohnheim, und auf dem Areal des zuletzt stillgelegten Teils wurde ein modernes Rehabilitationszentrum mit den Schwerpunkten Neurologie, Orthopädie, Onkologie und Kinder-Rehabilitation errichtet.
2009 wurde der Hauptplatz rund um das Gemeindezentrum komplett neu gestaltet und anlässlich des 100-Jahr Jubiläums feierlich eröffnet.

## Politik
Das Ergebnis der Gemeinderatswahl 2010 erbrachte folgende Mandatsverteilung im Gemeinderat:
- 15 SPÖ
- 3 ÖVP
- 2 Die Grünen
- 1 FPÖ

## Kultur und Sehenswürdigkeiten

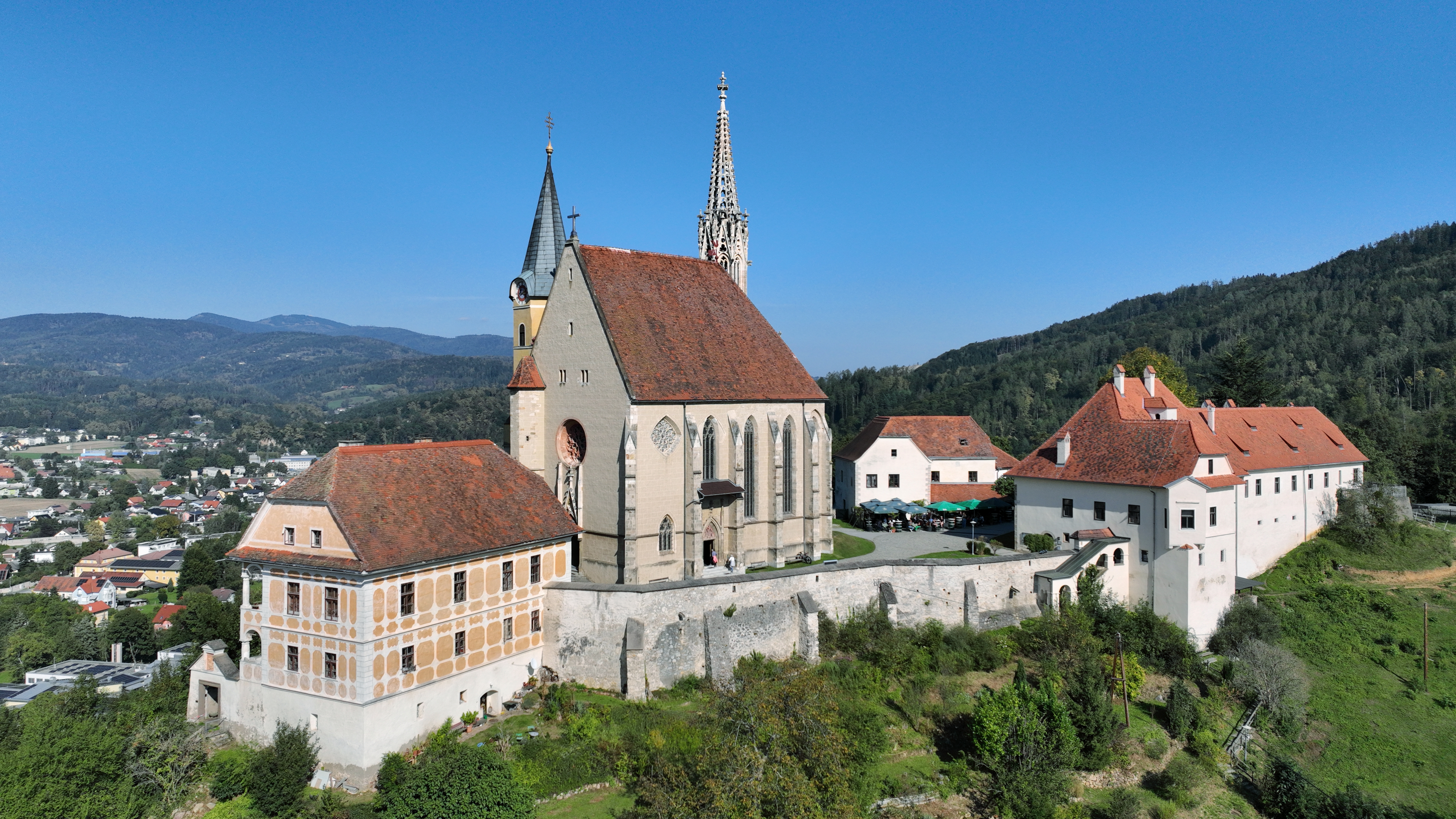
Wallfahrtskirche mit Bauensemble (Prälatenhaus und ehemaliges Propsteigebäude sowie ehemalige Taverne)

- Die Wallfahrtskirche Maria Straßengel wurde Mitte des 14. Jahrhunderts erbaut und ist einer der bedeutendsten Sakralbauten der Hochgotik in Österreich. Besonders bemerkenswert ist die filigrane Turmkonstruktion, die an jene des Freiburger Münsters erinnert.
- Der ehemalige Zementofen ist ein Industriedenkmal.

## Wirtschaft und Infrastruktur

### Verkehr
Trotz der Nähe zu Graz ist Judendorf-Straßengel an die Fernverkehrsverbindungen schlecht angebunden, da die Hauptverkehrsstraßen auf der gegenüberliegenden Mur-Seite liegen. Graz selbst kann allerdings direkt über eine Landesstraße erreicht werden. Der nächstgelegene Autobahnanschluss an die Pyhrn Autobahn A 9 besteht mit der Anschlussstelle Gratkorn (173), die aufgrund einer fehlenden Mur-Brücke im Gemeindegebiet in circa acht Kilometer erreicht wird. Die Grazer Straße B 67 wird in etwa vier Kilometer erreicht.
In Judendorf-Straßengel befindet sich eine Haltestelle der Südbahn mit – in Stoßzeiten – halbstündlichen S-Bahn-Verbindungen der Linie S1 nach Graz und Bruck an der Mur.
1893 wurde von privater Seite der Bau einer vom Grazer Südbahnhof über das linke Murufer, Unter-Andritz, Sankt Gotthard(t), Weinzödl sowie Sankt Stefan nach Straßengel und Judendorf führenden Dampftrambahn erwogen.
Der Flughafen Graz ist rund 30 km entfernt.
Die Knicke in der Führung der Landesstraße von Graz-Nord nach Judendorf-Straßengel und weiter nordwärts nach Gratwein lassen diese (rechte, westliche) Murseite weniger Autoverkehr anziehen als die A 9 und die B 67 links der Mur und beruhigen so Judendorf-Straßengel. Ab dem südlichen Ortsrand führt die Radroute „über Raach“ nach Graz-Gösting. Als Rad-Gehweg, bald HR1 (Hauptradroute G/GU des Landes Steiermark,)
ein Stück erhöht auf der alten Bahntrasse, über Graz-Raach (als Autoverkehrs-Sackstraße verkehrsberuhigt), hochsteigend über das Plabutsch-Tunnelportal in Waldhang-Lage wieder als Rad-Gehweg (offen auch für Mopeds), und eine Siedlungsstraße zum Schlossplatz Gösting.
Auf Höhe des Ortes gibt es auch am rechten Ufer von Mur und Werkskanal ein Stück autofreier Rad-Fuß-Route (HR1 von Gratwein), einen Fußgänger-Steg über den Kanal und die alte Brücke am Nordwesteck der Papierfabrik, die nur mehr für Radfahrer und Fußgänger offensteht. Eine geplante Fortsetzung dieser rechtsufrigen Route durchgehend bis zum Kalvarienberg in Graz verlangt Vereinbarungen mit privaten Besitzern.

## Sportveranstaltungen
- Seit 2007 findet jeweils im April der Straßengler Lauf statt. Bei diesem Rundkurs über 1,2 km und 4,7 km gibt es Einzel- und Staffelbewerbe für Läufer und Nordic-Walker mit Distanzen von 1,2 km, 2,4 km, 4,7 km sowie 9,4 km. Für Kleinkinder gibt zusätzlich eine Strecke über 300 Meter.[10]
- 2009 und 2015 war Judendorf-Straßengel Etappenziel der Österreich Rundfahrt.[11]

## Persönlichkeiten

### Ehrenbürger
- 1975: Norbert Monetti, Vizebürgermeister von Judendorf-Straßengel[12]

### Söhne und Töchter der Gemeinde
- Margaretha Obenaus (1931–2020), Politikerin der SPÖ

### Mit der Gemeinde verbundene Persönlichkeiten
- Adolf Fizia (1873–1932), Bürgermeister von Graz 1917–1919
- Rudolf Hoernes (1850–1912), Geologe und Paläontologe
- Ernst Kortschak (1879–1957), Abt